# Kato Kento
Kento Kato (加藤 健人 Katō Kento, sinh ngày 24 tháng 9 năm 1995) là một cầu thủ bóng đá người Nhật Bản. Anh thi đấu cho Fagiano Okayama.

## Sự nghiệp
Kento Kato được đẩy lên đội một câu lạc bộ tại J2 League Fagiano Okayama năm 2014. Ngày 28 tháng 2 năm 2016, anh ra mắt trong trận mở màn của mùa giải 2016 (v Renofa Yamaguchi FC).

## Thống kê câu lạc bộ
Cập nhật đến ngày 23 tháng 2 năm 2017.
| Thành tích câu lạc bộ | Thành tích câu lạc bộ | Thành tích câu lạc bộ | Giải vô địch | Giải vô địch | Cúp                   | Cúp                   | Tổng cộng | Tổng cộng |
| Mùa giải              | Câu lạc bộ            | Giải vô địch          | Số trận      | Bàn thắng    | Số trận               | Bàn thắng             | Số trận   | Bàn thắng |
| Nhật Bản              | Nhật Bản              | Nhật Bản              | Giải vô địch | Giải vô địch | Cúp Hoàng đế Nhật Bản | Cúp Hoàng đế Nhật Bản | Tổng cộng | Tổng cộng |
| --------------------- | --------------------- | --------------------- | ------------ | ------------ | --------------------- | --------------------- | --------- | --------- |
| 2016                  | Fagiano Okayama       | J2 League             | 1            | 0            | –                     | –                     | 1         | 0         |
| Tổng                  | Tổng                  | Tổng                  | 1            | 0            | 0                     | 0                     | 1         | 0         |